# Долно Крушари
Долно Крушари (на гръцки: Έξω Αχλαδοχώρι, катаревуса: Έξω Αχλαδοχώριον, до 1926 година Έξω Κρουσάρ, Екзо Крусар или Κάτω Κρούσαρι, Като Крусари) е историческо село в Гърция, дем Пела, област Централна Македония.

## География
Селото е било разположено в Солунското поле, югозападно от град Енидже Вардар (Яница), между селата Долно Власи, Липариново и Прахняни.

## История

### В Османската империя
В XIX век Долно Крушари е част от Ениджевардарска каза на Османската империя. На австро-унгарската военна карта е отбелязано като Ичери Крушар (Ičeri Krušar), също и на картата на Йоргос Кондоянис – Ицери Крусари (Ιτσερή Κρουσάρι). Според статистиката на Васил Кънчов („Македония. Етнография и статистика“) от 1900 година Долно Крушари брои 420 жители, всички българи християни. В 1910 година Халкиопулос пише, че в Кросари (Κροσάρι) има 352 екзархисти.

### В Гърция
В 1912 година е окупирано от гръцки части. Регистрирано е като селище с мюсюлманска религия и цигански език. След Междусъюзническата война в 1913 година селото попада в Гърция. Преброяването в 1913 година показва Като Крусари (Κάτω Κρουσάρι) като село с 20 мъже и 18 жени.
Боривое Милоевич пише в 1921 година („Южна Македония“), че Долно Крушар има 5 къщи цигани мохамедани.
В 1924 година мюсюлманските му жители се изселват в Турция и селото е изоставено. В него се заселват няколко влашки семейства, които по-късно се изселват в Горно Власи. В 1926 година името на селото е преведено на гръцки като Екзо Ахладохорион, тоест Външно Крушево село.
| Година    | 1913 | 1920 | 1928 | 1940 | 1951 | 1961 | 1971 | 1981 | 1991 | 2001 | 2011 | 2021 |
| --------- | ---- | ---- | ---- | ---- | ---- | ---- | ---- | ---- | ---- | ---- | ---- | ---- |
| Население | 38   | 5    | 55   |      |      |      |      |      |      |      |      |      |